# Borley Rectory

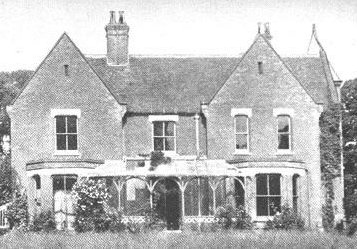
Das Pfarrhaus von Borley im 19. Jahrhundert

Borley Rectory (Borley-Pfarrhaus) war ein spätviktorianisches Herrenhaus in Borley, einem Ort am Fluss Stour, an der Grenze von Essex und Suffolk. Es galt bis zu seiner Zerstörung durch einen Brand im Jahre 1939 als das „am meisten von Geistern heimgesuchte Haus Englands“. Der angebliche jahrzehntelange Spuk wurde in den 1930er-Jahren durch den umstrittenen Parapsychologen Harry Price bekannt gemacht, der später in den Verdacht geriet, viele der Poltergeist-Phänomene in dem Haus selbst inszeniert zu haben. Das Gelände des einstigen Pfarrhauses besitzt bis heute Lokalkolorit für Geisterjäger, Esoteriker und Parawissenschaftler.

## Geschichte

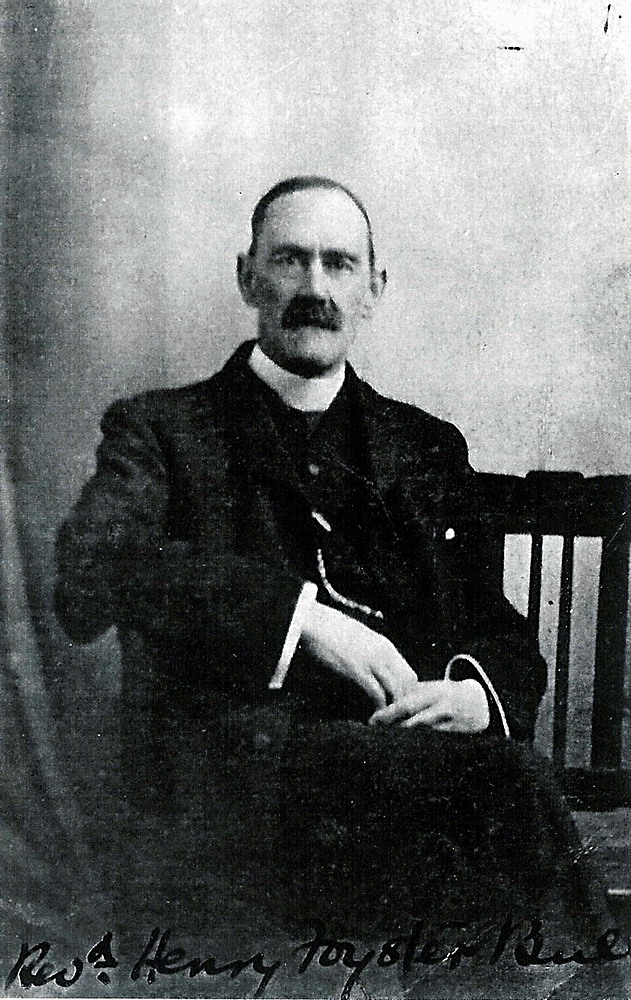
Reverend Henry Dawson Ellis Bull, vor 1892

Der dunkle, verschachtelte Backsteinbau im Pugin-Stil mit 23 Zimmern wurde 1863 im Auftrag des Pfarrers Reverend Henry Dawson Ellis Bull angeblich auf den Fundamenten eines alten Mönchsklosters erbaut. Das von hohen Bäumen umgebene Gelände galt bei den Einwohnern bereits seit Jahrhunderten als ein unheilvoller Ort, an dem, einer Legende zufolge, im 14. Jahrhundert ein Mönch eine verbotene Liebesbeziehung mit einer Nonne aus dem Nachbarkloster hatte. Das tragische Paar wurde daraufhin zum Tode verurteilt. Der Mönch soll, unterschiedlichen Überlieferungen zufolge, entweder geköpft oder gehängt und die Nonne lebendig in das Kellergewölbe des Klosters eingemauert worden sein. Der Geist der Nonne soll daraufhin in der Nähe ihrer Grabstelle erschienen sein, um fortan auf dem so genannten „Nonnenpfad“ zwischen den beiden Klöstern hin und her zu wandeln. Außerdem machten immer wieder Sichtungen einer Geisterkutsche und die beunruhigende Erscheinung eines kopflosen Mannes in der Gegend von Borley die Runde.
Als die Pfarrei auf dem Nonnenpfad errichtet wurde, sollen diese Geistererscheinungen zugenommen haben. Reverend Bull und dessen 15-köpfige Familie berichteten bald von den unterschiedlichsten mysteriösen Vorfällen. So sollen die Bewohner abends durch ein Fenster von einer „traurig dreinblickenden Geisternonne“ beobachtet worden sein, worauf der entnervte Reverend das Fenster zumauern ließ. Danach verschlimmerten sich die rätselhaften Vorgänge in dem Haus dramatisch: Gegenstände sollen von unsichtbarer Hand durch die Räume geworfen worden sein, man berichtete von klopfenden und scharrenden Geräuschen unbekannter Herkunft, und manchmal sollen auf unerklärliche Weise Glocken geläutet haben. Zwei Töchter des Reverend berichteten von einer Schattengestalt, die sie im Garten des Pfarrhauses auf dem Nonnenpfad gesehen haben wollen. Eine Tochter soll unsanft durch einen Schlag ins Gesicht geweckt worden sein; eine andere wollte nachts neben ihrem Bett die Gestalt eines dunklen Mannes mit großem Hut ausgemacht haben.

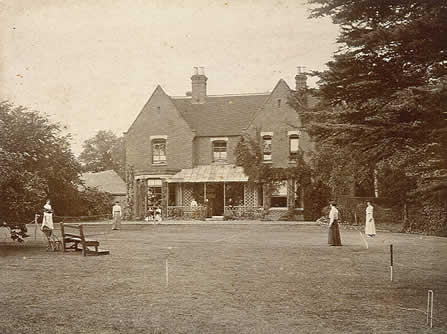
Das Pfarrhaus mit Tennis- und Cricketplatz, um 1896

Als Henry Bull 1892 starb, trat sein Sohn Harry die Nachfolge des Vaters an. Die seltsamen Aktivitäten in dem Haus hielten indes unverändert an, sodass sich die Bediensteten bald weigerten, das Anwesen zu betreten. Überdies wurde die Gruselgeschichte, mit Aberglauben angereichert, im Laufe der Zeit immer detailreicher ausgeschmückt. Schließlich hatte das Pfarrhaus einen so schlechten Ruf, dass sich nach Reverend Harry Bulls Tod im Jahr 1927 zwölf Geistliche weigerten, das Pfarramt zu übernehmen.
1928 zog der Reverend Guy Eric Smith mit seiner Frau in das Haus ein. Obwohl das Ehepaar dem Spuk skeptisch gegenüberstand, wurde es ebenfalls bald mit seltsamen Dingen konfrontiert. Bereits einen Tag nach dem Einzug entdeckte Mrs. Smith in einem Geschirrschrank den in braunes Packpapier verpackten Schädel einer Frau. Des Weiteren berichteten die Smiths von einer dunklen Pferdekutsche, die nachts um das Haus fuhr, von Lichterscheinungen in den Fenstern, unerklärlichen Schritten in leeren Räumen und dem Läuten der Bedienstetenglocke, obwohl diese kaputt war. Das beunruhigte Ehepaar wandte sich mit der merkwürdigen Geschichte schließlich an den Daily Mirror. Die Zeitung schickte im Juni 1929 einen Reporter nach Borley, der daraufhin eine Serie von Artikeln über das mysteriöse Pfarrhaus veröffentlichte.

### Ein Fall für Harry Price

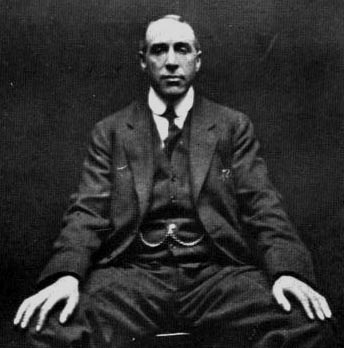
Harry Price, 1922

Schließlich wurde der selbsternannte Geisterjäger Harry Price auf den Fall, der ihn berühmt machen sollte, aufmerksam. Price besuchte das Spukhaus am 12. Juni 1929 zum ersten Mal. Unmittelbar mit seinem Eintreffen nahm der Spuk die Qualität eines lautstarken Poltergeistes an: Es kam zu Klopfgeräuschen, Schlüssel fielen aus den Schlüssellöchern, Steine und andere Gegenstände, wie beispielsweise eine Vase, wurden durch den Raum geworfen und eine Fensterscheibe brach. Als Price das Anwesen verließ, nahm der Spuk ein abruptes Ende. In den folgenden Wochen besuchte Price das Borley-Pfarrhaus noch mehrmals, und jedes Mal ereigneten sich ähnliche Phänomene. Schließlich zogen die Smiths entnervt aus. Mrs. Smith verdächtigte Harry Price später, den vermeintlichen Poltergeist inszeniert zu haben. Als Nachfolger fand sich der Pfarrer Lionel Algernon Foyster, ein Verwandter des ursprünglichen Eigentümers. Foyster zog im Oktober 1930 mit seiner Frau Marianne und der Adoptivtochter Adelaide in das Pfarrhaus. Unmittelbar mit dem Einzug der Foysters begann der Spuk von neuem, das Klingeln setzte wieder ein, Flaschen wurden geworfen, Gegenstände bewegten sich oder verschwanden auf rätselhafte Weise, um woanders wieder aufzutauchen, und die Tochter Adelaide soll „von etwas Schrecklichem“ bedroht worden sein. Reverend Foyster vollzog daraufhin zwei Exorzismen, die erfolglos waren. Bei einem Versuch, die Geister auszutreiben, sei er von einem Stein getroffen worden. Schließlich wandten sich die Foysters mit den neuen Vorfällen an Harry Price, der ihnen umgehend seine Aufwartung machte. Der Spuk konzentrierte sich nunmehr augenscheinlich auf Marianne Foyster. Diese schilderte, dass sie von einer unsichtbaren Kraft Schläge ins Gesicht bekommen habe und nachts aus ihrem Bett geworfen worden sei. Besonderes Interesse fanden bei Price die an eine Wand gekritzelten Botschaften an Marianne, in denen sie der mutmaßliche Geist um Hilfe anflehte. Die Korrespondenz wurde mit Fotografien dokumentiert.
Mittlerweile waren weitere Parawissenschaftler auf den Borley-Spuk aufmerksam geworden und übereinstimmend zu dem Ergebnis gekommen, dass der Spuk bewusst oder unbewusst von Marianne Foyster erzeugt wurde. Marianne Foyster sagte, sie habe zeitweilig ihren eigenen Ehemann im Verdacht gehabt, den Spuk in Zusammenarbeit mit einem der Parawissenschaftler zu erzeugen. Später gab sie zu, selbst einige Phänomene erzeugt zu haben, um von ihrer Liebschaft mit einem Untermieter abzulenken. Mit Lionel Foysters Tod zog Marianne aus, und das Borley-Haus stand leer.
Im Mai 1937 mietete Harry Price das Pfarrhaus an. Mit einer Annonce in der Times machte er sich auf die Suche nach „verantwortungsvollen Personen mit Muße und Intelligenz, unerschrocken, kritisch und vorurteilsfrei“, die als Beobachter eine Zeit im Pfarrhaus von Borley verbringen und übernatürliche Vorkommnisse aufzeichnen sollten. Aus über zweihundert Bewerbern stellte Price ein Team aus 40 Personen, größtenteils Studenten, zusammen. Eine Oxford-Studentin wollte beobachtet haben, wie sich Gegenstände im Haus bewegten. Ein Mitarbeiter der BBC wurde in einem verschlossenen Raum von einem Stück Seife am Kopf getroffen und ein anderer Beobachter bemerkte, wie die Zimmertemperatur ohne plausiblen Grund um mehrere Grade sank. Übereinstimmend berichteten alle Personen von unerklärlichen Geräuschen im Haus.
Im März 1938 veranstaltete Helen Glanville, die Tochter eines Mitarbeiters von Harry Price, eine Séance mit einer Planchette, bei der sich zwei Geister gemeldet haben sollen. Der erste Geist war der einer jungen, französischen Nonne, die sich „Marie Lairre“ nannte. Marie Lairre stammte aus einem Kloster bei Le Havre und sollte mit einem Waldgrafen in Borley verheiratet werden. Dieser erwürgte sie 1667 auf dem Gelände des späteren Pfarrhauses und verscharrte ihre Leiche an einer Stelle, an der sich später der Keller des Hauses befand. Einige Botschaften aus der Séance stimmten zudem mit den früheren Aussagen der Bull-Töchter überein. Price identifizierte Marie Lairre schließlich als den Geist, der seit Jahrhunderten auf dem Borley Grundstück umherwandert und der die ominösen Hilferufe an die Wand gekritzelt haben soll.
Der zweite Geist soll sich als „Sunex Amures“ zu erkennen gegeben und angekündigt haben, dass er das Borley-Pfarrhaus an diesem Abend um 9 Uhr in Flammen aufgehen lassen würde und dass dabei die Gebeine einer ermordeten Person freigelegt würden. Die Prophezeiung von Sunex Amures traf jedoch nicht an diesem Abend, dem 27. März 1938, sondern erst ein Jahr später, am 27. März 1939 ein. An diesem Abend war der neue Mieter des Pfarrhauses, ein Captain W.H. Gregson, damit beschäftigt, Bücher in ein Regal einzusortieren, wobei eine Petroleumlampe umkippte und das gesamte Gebäude in Brand steckte. Das Haus brannte in dieser Nacht bis auf die Grundmauer nieder. Augenzeugen wollen geisterhafte Gestalten in den Flammen gesehen haben. Captain Gregson wurde später der Brandstiftung bezichtigt. 1943 unternahm Harry Price einige Ausgrabungen im Keller des Hauses, bei denen er die mutmaßlichen Knochen einer jungen Frau fand, sowie eine Medaille, die den Heiligen Ignatius zeigt. Weitere Grabungen, förderten nichts Weiteres zutage. In der Hoffnung, der Geist würde endlich Ruhe finden, wurden die Gebeine im Nachbardorf Liston in einer christlichen Zeremonie beerdigt, nachdem sich der Pastor in Borley geweigert hatte – und um damit der örtlichen Meinung zu folgen –, dass es sich bei dem Fund nur um Schweineknochen gehandelt habe.

## Spuk oder Betrug, Nachwirkungen
Harry Price starb 1948. Nach seinem Tod erlitt sein Ruf empfindlichen Schaden, als drei Mitglieder der Londoner Society for Psychical Research (SPR), frühere loyale Assistenten von Price, den Borley-Fall noch einmal kritisch aufrollten. In ihrem so genannten Borley-Report bemerkten sie Unstimmigkeiten in Price’ Aufzeichnungen und gelangten zu dem Schluss, dass die meisten „paranormalen Vorgänge“ in Borley entweder vorgetäuscht oder durch natürliche Dinge, wie beispielsweise Ratten, verursacht wurden und dass die seltsamen Geräusche auf die besondere Akustik des Hauses zurückzuführen seien. Besonders Price’ Glaubwürdigkeit wurde von den Forschern in Frage gestellt, dabei zitierten sie den Daily Mail-Reporter Charles Sutton, der Price nach dessen Tod des Betrugs beschuldigte: „Vieles geschah in dieser Nacht, die ich mit Harry Price und einem seiner Kollegen in dem berühmten Borley-Pfarrhaus verbrachte. So schlug mir ein großer Kieselstein an den Kopf. Nach etlichen geräuschvollen ‚Phänomenen‘ packte ich Harry und fand seine Tasche voll mit Klötzen und Kieselsteinen […] nach einem Gespräch mit einem Anwalt wurde mein Artikel gestrichen.“
Die Life-Reporterin Cynthia Ledsham berichtete von einem Fototermin in Borley 1944, als das Pfarrhaus gerade abgerissen wurde. Dabei machte der Fotograf die Aufnahme eines Ziegelsteins, der scheinbar durch die Luft flog. Price verkündete, dies sei „das erste Foto eines Poltergeist-Geschosses, das jemals gemacht wurde“. Später stellte sich heraus, dass der fliegende Ziegelstein lediglich von einem mit dem Abriss beschäftigten Bauarbeiter geworfen wurde. Nach genaueren Recherchen befand sich die Pfarrei überhaupt nicht auf den Resten eines ehemaligen Klosters, selbst die umhergeisternde Nonne sei von einem der Dienstmädchen gespielt worden. Überdies stellte sich heraus, dass das Ehepaar Foyster früher in Amherst, Nova Scotia gelebt hatte, einem Ort, der im 19. Jahrhundert durch ein gut dokumentiertes Poltergeist-Phänomen bekannt wurde, das auffällige Parallelen zum Borley-Fall aufweist. Selbst das Geistergekritzel an den Wänden stammte vermutlich von der dreijährigen Tochter Adelaide. In seinem 1948 veröffentlichten Buch Search for Harry Price bezeichnete der Autor Trevor Hall den Geisterjäger als „publikationssüchtigen Scharlatan und skrupellosen Lügner“.
Zusammenfassend fanden die Mitglieder der SPR keinen eindeutigen Beweis für irgendwelche paranormalen Aktivitäten in Borley. Sie veröffentlichten ihre Untersuchungsergebnisse 1956 in dem Buch The Haunting of Borley Rectory, worauf Robert Hastings, ein anderes Mitglied der SPR, wiederum den Report anzweifelte, ohne jedoch selbst zu einem befriedigenden Ergebnis zu gelangen. Der Streit über die Authentizität des Borley-Falles beschäftigte die SPR bis in die 1980er-Jahre. Letztlich kam die Society zu dem Schluss, dass vermutlich kein Wort, das Harry Price jemals über das Borley-Pfarrhaus geschrieben hatte, wahr ist.

### „Die Witwe von Borley“
Das Leben der Marianne Foyster, 1899 als Mary Anne Shaw geboren, wurde von zahlreichen dubiosen Umständen begleitet. Im Jahre 1933 brachte sie einen Jungen namens John zur Welt, der nur viereinhalb Monate nach der Geburt verstarb. Das Kind stammte vermutlich von dem Untermieter, mit dem sie eine Affäre hatte. Sie gab den Jungen als Sohn des betagten Reverends aus. Später adoptierte sie weitere Kinder. Mutmaßlich aus finanzieller Not rettete sie sich über die Jahre in mehrere Ehen mit wesentlich älteren, bisweilen geistig instabilen Männern, denen sie Schwangerschaften vortäuschte, um Ehegelübde zu erreichen. Sie führte mutmaßliche Doppelehen, die ihr jedoch nicht eindeutig nachgewiesen wurden, fälschte ihre eigenen Papiere und „verjüngte“ sich dabei um 10 Jahre. Im Laufe der Zeit erhielt sie von der einschlägigen Presse den zweifelhaften Ruf als „Witwe von Borley“. Mit dem Erscheinen von Harry Price’ ersten Buch über den Borley-Fall, in dem Marianne Foyster als „talentiertes Medium“ beschrieben wird, zog sie, vermutlich aus Angst als Schwindlerin entlarvt zu werden, aus England fort. 1945 ehelichte sie den US-Air-Force-Piloten Robert O’Neil, mit dem sie 1946 nach Minnesota zog. Dort arbeitete sie einige Zeit als Lehrerin. Das Paar adoptierte ein weiteres Kind. 1958 ließ sie sich von O’Neil scheiden und ging wieder nach England zurück. Dort wurde der noch immer mit dem Borley-Fall befasste Parapsychologe Trevor Hall auf Marianne Foyster (O’Neil) und deren zweifelhaften Lebenslauf aufmerksam. Mit Hilfe eines Privatdetektivs versuchte er, Marianne unter Druck zu setzen und sie für die Borley-Phänomene sowie den Tod des Reverend Foyster verantwortlich zu machen. Ihr gelang es jedoch sämtliche Anschuldigungen zu entkräften. Bald darauf verließ sie England endgültig und verlebte die folgenden Jahre im amerikanischen Fargo. 1963 zog sie nach La Crosse in Wisconsin, wo sie sich bis in die 1980er als hoch geschätzte Sozialarbeiterin engagierte. Marianne Shaw Foyster (beziehungsweise d’Arles, Fisher, von Kiergraff, Monk oder O’Neil – je nach Ehemann) starb im Dezember 1992 ohne jemals eine plausible Erklärung zu ihrer Rolle im Borley-Fall abgegeben zu haben. Der Autor Robert Wood, der sie interviewte, widmete ihr die 1992 erschienene Biografie The Widow of Borley, in der er sich um eine „möglichst objektive Darstellung ihrer Person“ bemühte.

## Abbildungen
1. ↑  Rätselhafte Geistergestalt im Garten der Pfarrei; Fotografie aus den 1930er Jahren
2. ↑  Angebliche Geisterbotschaften an Marianne Foyster. Connecticut Paranormal Research Society, archiviert vom Original (nicht mehr online verfügbar) am 23. September 2010; abgerufen am 31. Oktober 2009 (englisch).  Info: Der Archivlink wurde automatisch eingesetzt und noch nicht geprüft. Bitte prüfe Original- und Archivlink gemäß Anleitung und entferne dann diesen Hinweis.
3. ↑  Borley Rectory kurz nach dem Brand, 1938. In: Borley Rectory Pictures. The Foxearth and District Local History Society, archiviert vom Original am 26. September 2010; abgerufen am 31. Oktober 2009 (englisch).
4. ↑  Der ominöse „fliegende Ziegel“. In: Borley Rectory Pictures. The Foxearth and District Local History Society, abgerufen am 31. Oktober 2009 (englisch).

Aus urheberrechtlichen Gründen können nicht alle Fotografien gezeigt werden. Zurzeit sind keine passenden Abbildungen verfügbar, die zur freien Weiternutzung ausreichend lizenziert sind. Siehe dazu auch die FAQ zu Bildern.
Koordinaten: 52° 3′ 16,3″ N, 0° 41′ 38,6″ O